# Tagatose
Le tagatose (galactulose) est un cétohexose (un hexose du type cétose), c'est un ose constitué d’une chaîne de 5 éléments carbone ainsi que d’une fonction cétone.

## Chimie
Le D-tagatose est un épimere du D-fructose en C-4. Sa formule chimique est C6H12O6. 
Un désoxyose du tagatose est le fuculose.
Dans l'eau à 27 °C, la forme isomère prédominante du D-tagatose est la forme α-D-tagatopyranose (98 %).
| Isomère du D-Tagatose | Isomère du D-Tagatose   | Isomère du D-Tagatose   |
| Forme linéaire        | Projection de Haworth   | Projection de Haworth   |
| --------------------- | ----------------------- | ----------------------- |
| 0,6 %                 | α-D-Tagatofuranose 1 %  | ß-D-Tagatofuranose 4 %  |
| 0,6 %                 | α-D-Tagatopyranose 79 % | ß-D-Tagatopyranose 16 % |

## Source
Le D-tagatose a été découvert par Gilbert Levin en 1926. 
Le tagatose est naturellement présent dans les produits laitiers sous sa configuration D.

## Propriétés
- La digestion du tagatose par l'organisme diffère de celle du saccharose et a un effet moindre sur la concentration du glucose et de l'insuline dans le sang.
- Il apporte 38 % moins de calories que les autres sucres.
- C'est un sucre prébiotique[4].
- Son pouvoir sucrant est de 75-92 % comparé au sucre de table (à poids égal)[5].

## Production
Le D-tagatose est produit en deux étapes à partir du lactose. Le lactose est hydrolysé enzymatiquement par l'aspergillus oryzae lactase, pour former dans un premier temps le D-galactose. Ce dernier est ensuite isomérisé en présence de l'hydroxyde de calcium pour former le D-tagatose, après purification, neutralisation, chromatographie échangeuse d'ions et recristallisation,.

## Utilisation
Le tagatose est reconnu GRAS par la FAO/OMS depuis 2001. Il est utilisé dans l'industrie alimentaire comme édulcorant, humectant, texturant, épaississant, agent de charge. 
Son usage est limité à 1 % dans les boissons et de 10 à 60 % suivant les autres applications.